# High Island, Irland
High Island är en ö i republiken Irland.   Den ligger i grevskapet County Galway och provinsen Connacht, i den västra delen av landet, 270 km väster om huvudstaden Dublin. Arean är 0,82 kvadratkilometer.
Terrängen på High Island är platt. Öns högsta punkt är 54 meter över havet. Den sträcker sig 1,2 kilometer i nord-sydlig riktning, och 1,5 kilometer i öst-västlig riktning.